# Bauhinia coulteri
Bauhinia coulteri är en ärtväxtart som beskrevs av James Francis Macbride. Bauhinia coulteri ingår i släktet Bauhinia och familjen ärtväxter.

## Underarter
Arten delas in i följande underarter:
- B. c. arborescens
- B. c. coulteri